# Església de Santa Maria (Cornellà de Llobregat)
L'Església de Santa Maria és una obra del municipi de Cornellà de Llobregat (Baix Llobregat) inclosa en l'Inventari del Patrimoni Arquitectònic de Catalunya. Aquesta església parroquial es troba a la plaça de l'Església. L'església és al mateix lloc on es trobava una finca agrícola al segle ii, lloc on s'edificà al segle VI una església paleocristiana, i el segle xviii una església, destruïda el 1936 durant la Guerra Civil espanyola. La reconstrucció va començar el 1940, data en què es va col·locar la primera pedra, que va ser beneïda el 1948. El material principal amb el que es va construir l'església va ser amb maó. L'edifici actual està format per una sola nau amb transsepte, un absis poligonal amb capelles per als costats. El campanar és octogonal a la part superior, ja que comença amb una planta quadrada. La façana està formada per una rosassa amb vitralls, envoltada amb dues torres als costats, de planta quadrada, amb finestres allargades, igual que al campanar.

## Descripció
L'església, feta de maó vist i amb teulades de teula, és de planta basilical de tres naus, amb creuer i absis poligonal. En alçat, al mig del creuer s'aixeca un cimbori octogonal força baix i al costat de l'absis hi ha una torre campanar de base quadrada i coronament octogonal. La façana és porticada amb altes columnes. L'estil és d'un monumentalisme de postguerra de caràcter força retrògrad, cercant formes neoromàniques.

## Història
L'actual església parroquial de Cornellà va ser construïda en el mateix lloc que ocupava l'anterior i que va ser enderrocada l'any 1936. Aquesta és la tercera que, en la història de la ciutat de Cornellà, es construeix en el mateix lloc. La primera d'elles era en construcció al segle xi (entre 1065 i 1095) anys en què hi ha enregistrades donacions en moneda per a la construcció del Temple de Santa Maria de Cornellà. Als segles XV i XVI s'hi obriren diverses capelles laterals. Cap a la segona meitat del segle xviii, hom bastí una nova església al mateix lloc de l'anterior que fou enderrocada el 1936. L'actual, doncs, es va encarregar el 1939 a l'arquitecte Enric Mora i Guasch, que la va construir al mateix lloc, però capiculada. L'antiga rectoria, que s'ha conservat i que, en principi estava al davant, serà futur Arxiu Municipal.